# The Mortal Instruments - Les Origines
The Mortal Instruments - Les Origines est une série de romans fantastiques, écrits par Cassandra Clare, faisant partie de la franchise Les Chroniques des Chasseurs d'Ombres.
Deuxième série de la franchise, chronologiquement la première, Les Origines se déroule avant la première série et prend place à l'époque victorienne à Londres, en 1878 plus précisément, et met en scène les générations antérieures de plusieurs des familles des Chasseurs d'Ombres qui figurent dans La Cité des ténèbres, mais est surtout centrée sur Tessa Gray. La série compte trois tomes.

## Liste des romans
1. L'Ange mécanique, Pocket Jeunesse, 2012 ((en) Clockwork Angel, 2011)
2. Le Prince mécanique, Pocket Jeunesse, 2014 ((en) Clockwork Prince, 2011)
3. La Princesse mécanique, Pocket Jeunesse, 2015 ((en) Clockwork Princess, 2013)

## Résumés

### Tome 1:L'Ange mécanique
Au temps du règne de la reine Victoria, Tessa Gray, une jeune Américaine de 16 ans traverse l'océan pour rejoindre l'Angleterre, invitée par son frère, Nathaniel. Mais quelque chose de terrifiant l'attend dans le Monde Obscur de Londres, où vampires, sorciers et autres gens surnaturels hantent les rues éclairées au gaz. C'est sans compter sur les Chasseurs d'Ombres, des guerriers qui consacrent leur vie à délivrer le monde des démons, et à maintenir l'ordre parmi le chaos. Enlevée par les mystérieuses Sœurs Noires, Tessa découvre son don et des révélations qu'elle n'aurait jamais cru possible.

### Tome 2:Le Prince mécanique
Dans les entrailles magiques du Londres victorien, Tessa Gray pense avoir trouvé la sécurité aux côtés des Chasseurs d'Ombres. Mais l'a-t-elle réellement ? Le Magistère semble ne reculer devant rien pour utiliser les pouvoirs de Tessa à de sombres fins : une guerre vengeresse contre les Chasseurs d'Ombres. Tessa pourra compter sur l'aide de Jem, dévoué, et du sombre Will, pour se frayer un chemin dans les plaines brumeuses du Yorkshire aux portes d'un manoir renfermant d'indicibles horreurs… et peut-être débusquer leur ennemi, qui délivrera Will de ses secrets et révèlera à Tessa qui elle est réellement !

### Tome 3:La Princesse mécanique
Tessa et ses compagnons voyagent à travers le monde à la poursuite de l'Armé Mécanique afin de les arrêter avant qu'il ne soit trop tard. La santé de Jem s'aggrave à une vitesse alarmante et ses amis sont désespérément à la recherche d'un antidote. Tessa essaie de son côté de choisir entre les deux hommes qu'elle aime, même si cela signifie devoir dire adieu à l'un d'eux.

## Les personnages
- Theresa "Tessa" Gray est une Méthamorphe, sorcière, née de l'union d'une Chasseuse d'Ombres et d'un démon. À 16 ans, Tessa a voyagé de New York à Londres pour rejoindre son frère Nate, après la mort de sa Tante. Elle est l'héroïne de The Mortal Instruments Les Origines. Elle apparait dans la série de romans La Cité des ténèbres.
- Willam "Will" Herondale est un Chasseur d'Ombres, né d'une terrestre et d'un Néphilim au pays de Galles. À 12 ans, il fugue et va vivre à l'Institut de Londres. Il est le parabatai de Jem.
- James "Jem" Carstairs est un  Chasseur d’Ombres, né à Shanghai en Chine, d’un père britannique et d’une mère chinoise. À la mort de ses parents, il a été recueilli à l'Institut de Londres. Dans La Cité des ténèbres, il est devenu Frère Zachariah, un Frère Silencieux.
- Charlotte Branwell, née Fairchild, est une Chasseuse d'Ombres. Charlotte est mariée avec Henry Branwell, et elle dirige l'Institut des Chasseurs d'Ombres de Londres.
- Henry Branwell est un Chasseur d'Ombres et est le mari de Charlotte.
- Jessamine Lovelace est une Chasseuse d'Ombres qui vit à l'Institut de Londres.
- Nate Gray est un Terrestre, frère de Tessa.
- Sophie Collins est une domestique de l'Institut de Londres. C'est une Terrestre qui possède le don de seconde vue.
- Magnus Bane est un sorcier qui vit à Londres. Il est également un des personnages de la série de romans La Cité des ténèbres.
- Gabriel Lightwood est un Chasseur d'Ombres de Londres, fils de Benedict Lightwood.
- Gidéon Ligthwood est un Chasseur d'Ombres. Il est le grand frère de Gabriel et le fils de Benedict Lightwood.
- Benedict Lightwood est un Chasseur d'Ombres de Londres. Il est le père de Gidéon, Gabriel et Tatiana Lightwood.
- Axel Mortain est un Terrestre, membre du Club Pandemonium.
- Camille Belcourt est une vampire baronne, et l'amante de Magnus. Camille apparait également dans les romans de la série La Cité des ténèbres.